# Cahuáchi

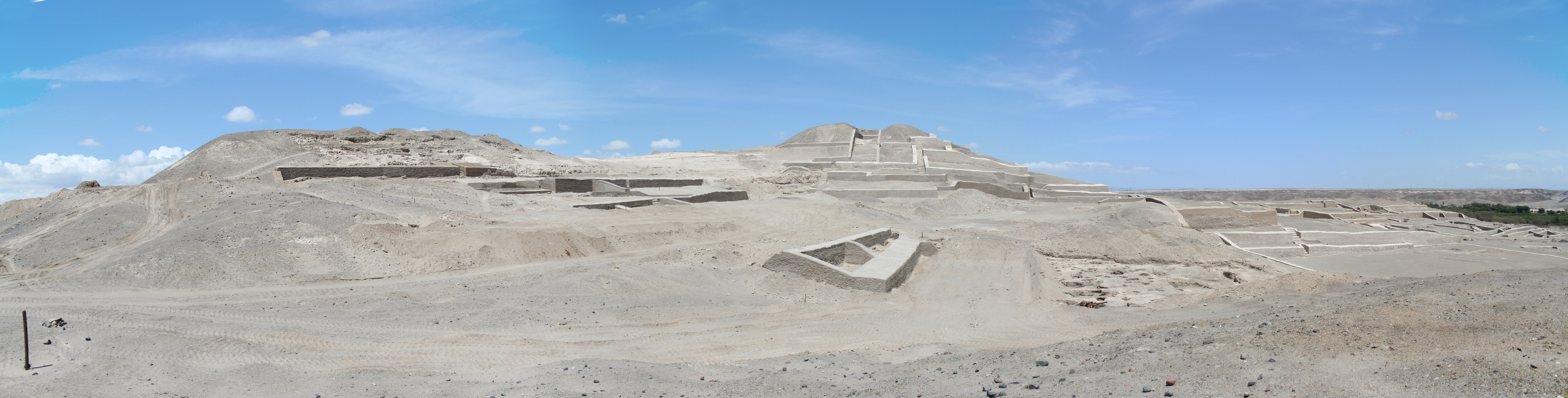
Cahuáchi

Cahuáchi ist ein ehemaliges Kultzentrum der indigenen Nazca-Kultur und befindet sich 28 Kilometer westlich der heutigen Stadt Nasca in der Provinz Nasca in Südwest-Peru. Es liegt unweit des südlichen Flussufers des Río Nazca.
In den Jahren 1984 bis 1998 wurden unter der Leitung des Italieners Giuseppe Orefici vom Centro Italiano Studi e Ricerche Archeologiche Precolombiane (CISRAP) eingehende Ausgrabungen auf diesem Ruinengelände vorgenommen und die Besiedlung teilweise rekonstruiert.
Das Areal umfasst eine Fläche von etwa 24 Quadratkilometern und enthält sechs aus luftgetrockneten Ziegeln errichtete Stufenpyramiden, von welchen die größte eine Höhe von rund 30 Metern aufweist. Neben den Pyramiden befinden sich noch rund 40 weitere Gebäudestrukturen in Cahuáchi. Es handelt sich um eine der größten Zeremonialstätten, die aus der präkolumbischen Zeit bekannt sind.
Als Kultzentrum diente Cahuáchi für etwa 500 Jahre, vom Beginn unserer Zeitrechnung bis circa 500 n. Chr. Die frühesten Keramikfiguren können auf etwa 200 n. Chr. datiert werden. 
In der Nähe von Cahuáchi befinden sich die bekannten Bodenzeichnungen (Nazca-Linien), die vermutlich kultische Funktion hatten. 